# De colección
De colección é um álbum de compilação da boy band porto-riquenha Menudo, lançado em 1982. O trabalho incluiu canções que apareceram previamente em outros álbuns do quinteto, lançados entre 1977 e 1981, a saber: Los fantasmas (1977), Laura (1978), Chiquitita (1979), Más, mucho más... (1980), Quiero ser e Xanadu, ambos de 1981. A essa altura, o grupo já havia recebido dois discos de ouro nos Estados Unidos, além de um de prata, quatro de ouro e três de platina na América Latina.

## Lançamento e contexto
O lançamento inicial ocorreu de forma limitada em alguns países, como a Venezuela e no ano seguinte ele foi relançado com uma nova capa. Nesse período, o grupo estava em destaque na mídia devido a saída de Miguel, fato que foi tratado pela gravadora Padosa como uma excelente oportunidade de marketing, rendendo um disco especial, Adiós Miguel, como homenagem ao ex-integrante. Nesse contexto, a gravadora lançou simultaneamente mais outros três fonogramas do grupo: Feliz Navidad, De colección (relançamento) e A todo rock. Nesse ano, o Menudo chegou a vender 750 mil cópias em apenas três dias com seus discos.

## Desempenho comercial
Comercialmente, De colección teve boa repercussão nos Estados Unidos e no país natal do grupo, Porto Rico, nos quais apareceu nas paradas musicais locais, auditadas e incluídas na revista Billboard.

## Lista de faixas
- Créditos adaptados do LP De colección, de 1982.[8]

| N.º | Título                        | Compositor(es)                                           | Álbum original    | Duração |  |
| 1.  | "No se puede parar la musica" | Beauris Whitehead, H. Belolo, Jacques Morali, Phil Hortt | Xanadu            | 2:58    |  |
| 2.  | "Enseñame a cantar"           | Fernando Arbex                                           | Los Fantasmas     | 3:37    |  |
| 3.  | "Soy natural"                 | Edgardo Diaz                                             | Chiquitita        | 2:50    |  |
| 4.  | "Ella a a"                    | H. Herrero, J. Seijas, G. Escolar                        | Chiquitita        | 5:02    |  |
| 5.  | "Dos niños"                   | John Farrel                                              | Los Fantasmas     | 3:04    |  |
| 6.  | "Voulez-vous"                 | B. Andersson, B. Ulvaeus, Díaz                           | Chiquitita        | 3:43    |  |
| 7.  | "Me voy a enamoriscar"        | Juan Pardo                                               | Quiero Ser        | 3:06    |  |
| 8.  | "Chiquitita"                  | B. Andersson, B. Ulvaeus                                 | Chiquitita        | 5:06    |  |
| 9.  | "Cosita loca llamada amor"    | Freddie Mercury                                          | Xanadu            | 2:29    |  |
| 10. | "Libre mi corazon"            | Leyda E. Colón                                           | Laura             | 2:35    |  |
| 11. | "Voy a américa"               | C. Villa, E. Guerín, J. Seijas                           | Xanadu            | 3:01    |  |
| 12. | "Quiero verte feliz"          | Carlos F. Prida                                          | Los Fantasmas     | 2:52    |  |
| 13. | "Los fantasmas"               | Honorio Herrero                                          | Los Fantasmas     | 3:03    |  |
| 14. | "Más mucho más"               | C. Villa, E. Guerín, J. Seijas                           | Más, mucho más... | 3:24    |  |

## Tabelas

### Tabelas semanais
| Tabela musical (1983)                                     | Melhor posição |
| --------------------------------------------------------- | -------------- |
| Estados Unidos (Billboard Top Latin Albums - Califórnia)  | 2              |
| Estados Unidos (Billboard Top Latin Albums - Nova Iorque) | 2              |
| Estados Unidos (Billboard Top Latin Albums - Texas)       | 1              |
| Porto Rico (Billboard Top LPs)                            | 11             |